# Содержание скотины
«Содержание скотины» (яп. 飼育: сиику) — кинофильм режиссёра Нагисы Осимы, вышедший на экраны в 1961 году. Экранизация одноимённого рассказа Кэндзабуро Оэ.

## Сюжет
Лето 1945 года. Жители глухой деревни находят в лесу чернокожего американского пилота, сбитого над Японией и получившего тяжёлые ранения. Поскольку власти не горят желанием забрать пленного, вся ответственность за него и все заботы ложатся на плечи крестьян, которых отнюдь не радует необходимость содержать ещё один рот в это непростое время. Постепенно, по мере того, как запертый в хлеву афроамериканец набирается сил и выздоравливает, он становится козлом отпущения за все невзгоды жителей деревни...

## В ролях
- Рэнтаро Микуни — Кадзумаса Такано
- Хью Хёрд — чёрный солдат
- Тосиро Исидо — Дзиро
- Ёси Като — Ёити Кокубо
- Тэруко Киси — Масу Цукада
- Акико Кояма — Хироко Исии
- Ёко Михара — Сатико Цукада
- Эйко Осима — Микико
- Дзюн Хамамура — крестьянин, работающий на Кадзумасу

## Оценки
Киновед Инна Генс характеризует «Содержание скотины» как «произведение, полное жестокости и отчаяния, [где] господствует ненависть», со «зловеще безнадёжным финалом». По словам Генс, в фильме противопоставлены дети и взрослые: дети жалеют пленного американца, подкармливают его, взрослые же ненавидят не только его, но и друг друга.